# Georgios Karslidis

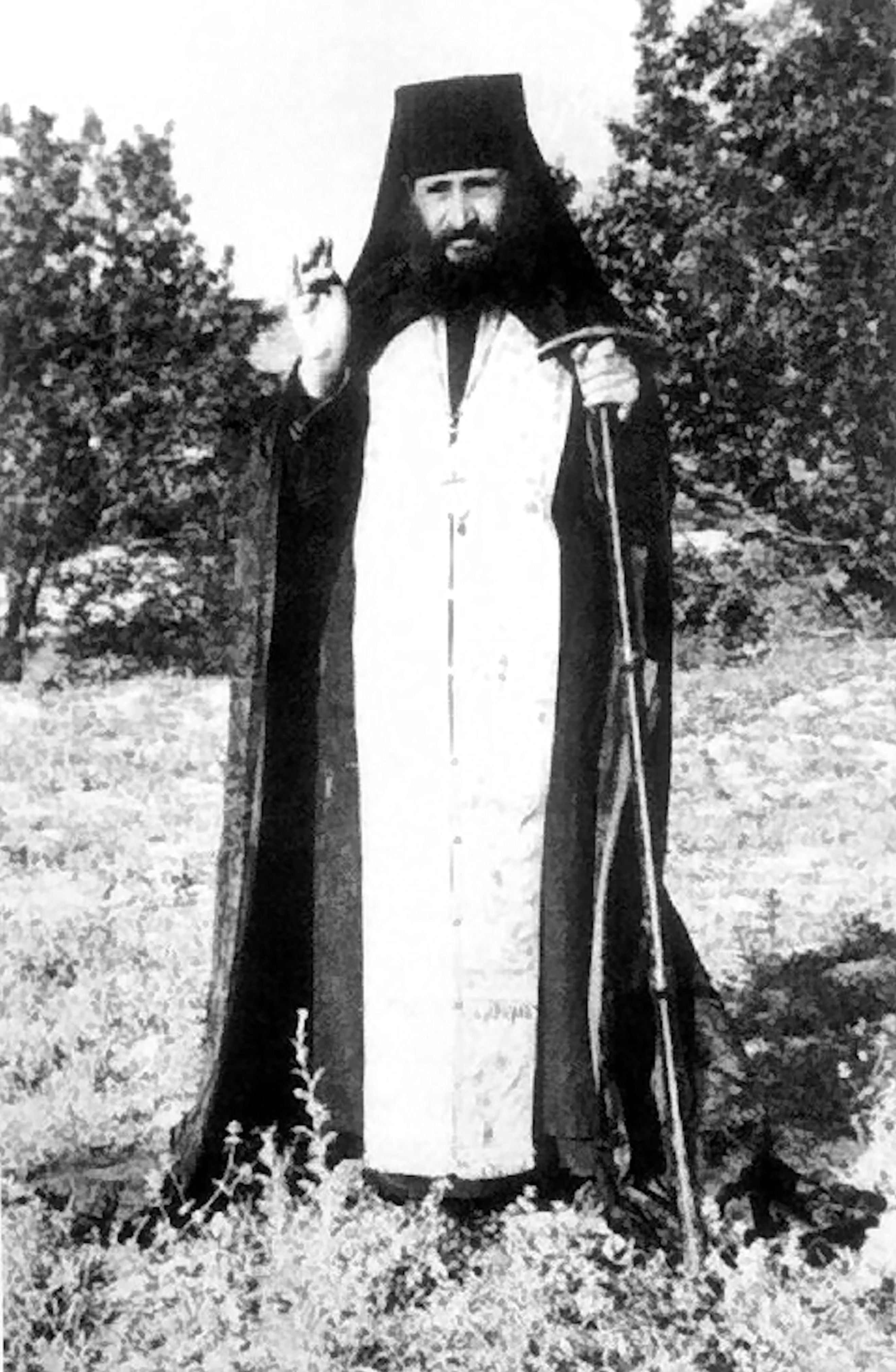
Georgios Karslidis in Drama

Georgios Karslidis, griechisch Ὁ Όσιος Γεώργιος Καρσλίδης ο Ομολογητής (* 1901 in Argyroupolis, Pontos; † 4. November 1959 in Moni Analipseos Sotiros, Sipsa, Griechenland) war ein griechischer Mönch, Ältester (Geronta) und Heiliger. Ihm werden verschiedene spirituelle Fähigkeiten, wie Unterscheidung von Geistern und Hellsichtigkeit, Levitation während des Gebets, zugeschrieben.
Er lebte einige Zeit in Georgien, Armenien und Russland, bevor er sich in dem Dorf Taxiarches (Sipsa) in der Nähe von Drama in Makedonien niederließ. Er gründete das Kloster Moni Analipseos Sotiros und wurde zum geistlichen Führer der Gemeinde von Drama.
Seine Reliquien werden im Kloster Analipseos Sotiros in Taxiarches aufbewahrt. Im Jahr 2013 wurde eine Reliquie nach Wuppertal verschenkt; sie wird in der Kirche der Lebensspendenden Quelle aufbewahrt. Sein Schädel zeigt ein Mal in Form eines Abdrucks des Kreuzes. Er wurde von der Orthodoxen Kirche am 2. November 2008 heiliggesprochen, als der Ökumenische Patriarch Bartholomeos I. Drama besuchte. Sein Gedenktag wird jedes Jahr am 4. November gefeiert.

## Leben

### In Georgien
Karslidis wurde 1901 in Argyropoulos, Pontos geboren. Die Namen Savvas und Sophia für seine Eltern sind überliefert. Sie ließen ihr Kind auf den Namen Athanasios taufen, verstarben jedoch sehr früh, so dass er von seiner Großmutter aufgezogen wurde. Er war ein sehr frommes Kind und betete viel. Im Alter von sieben Jahren unternahm er das erste Mal eine Wallfahrt zur Panagia von Soumela im Kloster Sumela.
Mit neun Jahren kam er nach Georgien in die Obhut eines Priesters. Bereits damals äußerte er den Wunsch, Mönch zu werden, und kleidete sich als Novize (δόκιμος). Zehn Jahre lang wartete er geduldig darauf, die Tonsur zu erhalten. Im Juli 1919 wurde er im Alter von 18 Jahren offiziell Mönch und bekam den Namen Symeon. Bald darauf wurde er zum Hierodiakon geweiht.
Während der kommunistischen Verfolgungen in Georgien wurde Karslidis mit seinen Mitbrüdern als „Staatsfeind“ verhaftet und erlebte Einkerkerung, Erniedrigung und Folter. Er wurde zum Tode durch Erschießen verurteilt und wurde von einem Erschießungskommando angeschossen, überlebte jedoch wie durch ein Wunder.
Im Oktober 1925 wurde er von Metropolit Johannes Tsiaparaski von Grouzia Sceta zum Hieromonk und Konfessor geweiht und in Georgios umbenannt. Zu dieser Zeit stand er bereits im Ruf der Heiligkeit, der viele Menschen anzog.
Er vollzog die Göttliche Liturgie mit größter Sorgfalt. Während der Gabenbereitung hatte er oft Wahrnehmungen, in denen Gott ihm Mitteilungen über Lebende und Tote eingab. Dies nutzte er in seelsorgerlicher Weise für seine Gemeindeglieder.

### In Griechenland
Nach Vertreibung und Flucht fand er 1929 im Dorf Taxiarches in Drama Zuflucht, wo er die weiteren dreißig Jahre seines Lebens verbrachte.
1936 konnte er eine Pilgerreise ins Heilige Land unternehmen, wo er das Leben und die Passion Christi meditierte und einige Klöster besuchte.
1938 erhielt er aus einer allgemeinen Landverteilung der Regierung ein ca. 4.000 m² großes Grundstück, auf dem er begann, das spätere Kloster zu errichten. Bereits 1939 wurde das Kloster geweiht.
Georgios hatte den Zweiten Weltkrieg genauso wie den Griechischen Bürgerkrieg vorausgesehen. 1941 wurde er von bulgarischen Eroberern zum zweiten Mal im Leben zum Tode verurteilt. Daraufhin betete er und forderte seine Häscher in aller Ruhe auf, ihre Arbeit zu tun, woraufhin sie Angst bekamen und davonliefen. Noch einmal war er wie durch ein Wunder gerettet worden.
Er starb wenige Stunden nach Mitternacht am 4. November 1959 und wurde hinter dem Katholikon seines Klosters beigesetzt.

## Das Kloster Analipseos Sotiros (Μονή Αναλήψεως Σωτήρος Ταξιάρχες, dt. Kloster der Entschlafung des Erlösers)
Nach seinem Tod verfiel das Kloster bis 1970, als der Metropolit Dionysios Kyratsos von Drama für die Restaurierung sorgte und eine Christus geweihte Schwesternschaft einsetzte, damit wieder klösterliches Leben vorhanden ist. Am 25. April 1971 wurde das Kloster neu geweiht und am 5. November 1976 offiziell von der Kirche von Griechenland anerkannt.

## Würdigung
Der „Ehrwürdige Älteste und Neue Bekenner“ hatte Fähigkeiten, die als Fortsetzung der alttestamentlichen Prophetie verstanden werden. Diese besonderen Charismen werden im Mönchtum noch immer gepflegt. Ein „Geronta“ (Starez) ist als Seelsorger für seine Mitbrüder und darüber hinaus für die gewöhnlichen Gemeindeglieder eine wichtige Autorität. Levitation während des Gebets ist seit dem Heiligen Lukas von Steiris bekannt.

### Ehrungen
Auch der Heilige Synod der Russisch-Orthodoxen Kirche nahm in der Sitzung vom 24. Dezember 2008 Karslidis in das Menologion auf und legte den Gedenktag auf den 24. Oktober (= 6. November nach dem gregorianischen Kalender).

## Zitate
- „Liebt alle eure Mitmenschen, sogar eure Feinde. Das ist das Wichtigste. Liebt nicht nur diejenigen, die uns lieben, sondern auch die, die uns hassen. Lasst uns jenen vergeben und liebt sie, auch wenn sie uns die größten Gräuel angetan haben; dann sind wir wirklich Kinder Gottes. Dann sind auch unsere Sünden vergeben... Predigt immer Liebe. Das ist das wichtigste Gesetz Gottes: Liebt und liebt einzig.“ (vgl. Mt 5,44–48 LUT)[19][20]
- „Weder Reichtum noch Ehre soll euch Eindruck machen, sondern lebt immer gerecht. Esst euer Brot mit ehrbarem Schweiß und nicht durch Ungerechtigkeit. Die Dinge, die ihr ehrbar erwerbt, verschleudert nicht. Lebt ehrbar und demütig und so viel wie möglich streckt eure Hände aus zu barmherzigen Werken... Klopft an die Türen der Armen, der Kranken, der Waisen. Ihr solltet die Häuser der Betrübten den Häusern der Fröhlichen vorziehen. Wenn ihr gute Werke tut, werdet ihr von Gott großen Lohn empfangen.“ (vgl. Jak 1,25–27 LUT)[21][20]
- „Sorgt dafür, euren Glauben zu verstärken, und während der Göttlichen Liturgie seid nicht abgelenkt und folgt der Feier des Gottesdienstes, so dass ihr die Gnade erfahrt, die Majestät Gottes zu sehen.“[22][23]
- „Die Panagia will keine großen Kerzen, sie möchte, dass den Armen Barmherzigkeit gezeigt wird.“[24][23]
- „Wenn ihr betet, ohne Almosen zu geben, dann ist euer Gebet tot. Eure Hände sollten immer offen sein. Gebt Almosen an die Waisen und Witwen. Almosen und Gebet gehören zusammen.“[25][26]
- „Seid nicht traurig, denn wir werden alle diesen Ort verlassen. Wir sind Reisende. Wir kamen hierher, um unsere Werke zu zeigen und dann wieder zu gehen.“[27][26]
- „Gott sorgt für jeden. Verzweiflung ist tatsächlich ein Mangel an Glauben.“[28][29]